# Saint-Arnoult (Calvados)
Saint-Arnoult település Franciaországban, Calvados megyében. Lakosainak száma 1103 fő (2022. január 1.). Saint-Arnoult Bonneville-sur-Touques, Deauville, Touques és Tourgéville községekkel határos.

## Népesség
A település népessége az elmúlt években az alábbi módon változott:
| Lakosok száma | 523  | 518  | 766  | 910  | 1196 | 1195 | 1165 | 1132 | 1118 | 1103 |
|               | 1968 | 1982 | 1990 | 2006 | 2013 | 2015 | 2017 | 2019 | 2020 | 2022 |